# Hypovolämie

Osmotisches Prinzip

Als Hypovolämie bezeichnet man die Verminderung der zirkulierenden, also sich im Blutkreislauf befindenden Menge Blut oder Plasma. Sie ist damit das Gegenteil der Hypervolämie.
Blutverluste nach außen, in Gewebe oder in Körperhöhlen oder Kavernen sowie Plasma- oder Flüssigkeitsverluste (z. B. beim Schwitzen, bei Verbrennungen, bei anhaltendem und heftigem Durchfall) können Ursache für eine Hypovolämie sein. Diese äußert sich dann durch eine kleine Blutdruckamplitude (Pulsdruck), Abfall des Blutdrucks, Anstieg der Pulsfrequenz, einen Schockindex– also das Verhältnis von Puls zu systolischem Blutdruck – über 1,0/min/mmHg, unzureichende periphere Durchblutung, niedrigen zentralen Venendruck und verminderte Harnausscheidung. Hypovolämie kann damit auch eine Komplikation des Diabetes mellitus sein, wo es aufgrund der osmotischen Aktivität der Glucose bei der Urinausscheidung zu einem hohen Flüssigkeits- und Elektrolytverlust kommt.
Die körperliche Registrierung einer Hypovolämie erfolgt in herznahen Gefäßen über Barorezeptoren (siehe Sinus caroticus) und in den Nieren über Volumensensoren. Diese initiieren Veränderungen in den Nieren, die den Erhalt der Wasserreserve bezwecken und zu einem Anstieg des Durstgefühls führen. Die Wirkungsweise ist indirekt per Barorezeptoren über eine gesteigerte Ausschüttung des antidiuretischen Hormons und direkt per Volumenrezeptoren.
Abhängig vom auslösenden Mechanismus des Schockgeschehens wird zwischen absoluter und relativer Hypovolämie unterschieden. Die absolute Hypovolämie wird durch den Verlust an zirkulierendem Volumen nach außen oder innen ausgelöst, bei relativer Hypovolämie wird durch Herz- oder Gefäßinsuffizienz Volumen in der Körperperipherie umverteilt.
In beiden Fällen wird der venöse Rückstrom zum Herzen vermindert.

## Isovolämie, Normovolämie
Liegt weder Hypovolämie noch Hypervolämie vor, kann man dies als Volumenhomöostase, Isovolämie oder Normovolämie bezeichnen, dem Organismus steht genau die physiologische Flüssigkeitsmenge in der richtigen Verteilung innerhalb der Kompartimente zur Verfügung.